# Gabriel Pascal
Gabriel Pascal, född 4 juni 1894 i Arad, Transylvanien, död 6 juli 1954 i New York, var en ungersk filmproducent och filmregissör.

## Filmografi i urval
- 1931 – Köpenick-kaptenen (producent)
- 1932 – Unheimliche Geschichten (producent)
- 1938 – Pygmalion (producent)
- 1941 – Major Barbara (regi, manus, producent)
- 1945 – Caesar och Cleopatra (regi, producent)
- 1952 – Androcles och lejonet (producent)